# Список людей, які загинули під час сходження на Нангапарбат

## Загальна характеристика гори

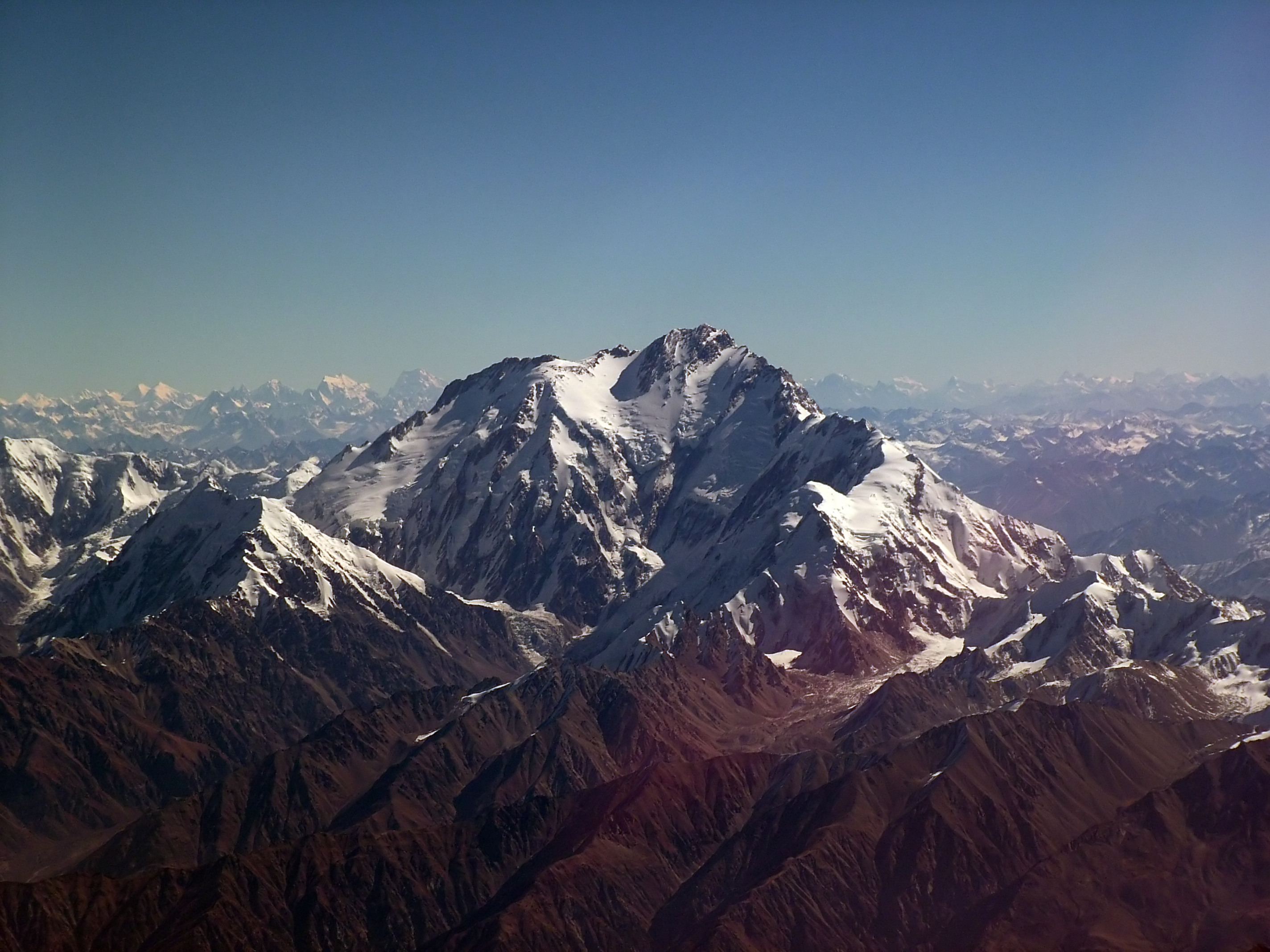
Нангапарбат з повітря

На́нга-Па́рбат (санскр. гола гора), також Діамір (санскр. король гір) — гора у західній частині Гімалаїв у контрольованому Пакистаном Кашмірі, дев'ята за висотою вершина світу.

## Список загиблих
| Дата                   | Прізвище                 | Національність                        | Причини смерті                              | Посилання   |
| ---------------------- | ------------------------ | ------------------------------------- | ------------------------------------------- | ----------- |
| 22 червня 2013         | Ігор Свергун             | Україна                               | Розстріл альпіністів на Нангапарбаті (2013) | [ 1 ]       |
| 22 червня 2013         | Бадаві Кашаєв            | Україна                               | Розстріл альпіністів на Нангапарбаті (2013) | [ 1 ]       |
| 22 червня 2013         | Дмитро Канаєв            | Україна                               | Розстріл альпіністів на Нангапарбаті (2013) | [ 1 ]       |
| 22 червня 2013         | Rao Jianfeng             | КНР                                   | Розстріл альпіністів на Нангапарбаті (2013) | [ 1 ]       |
| 22 червня 2013         | Yang Chunfeng            | КНР                                   | Розстріл альпіністів на Нангапарбаті (2013) | [ 1 ]       |
| 22 червня 2013         | Honglu Chen              | КНР (США/Китай подвійне громадянство) | Розстріл альпіністів на Нангапарбаті (2013) | [ 1 ]       |
| 22 червня 2013         | Sona Sherpa              | Непал                                 | Розстріл альпіністів на Нангапарбаті (2013) | [ 1 ]       |
| 22 червня 2013         | Ernestas Markšaitis      | Литва                                 | Розстріл альпіністів на Нангапарбаті (2013) | [ 1 ]       |
| 22 червня 2013         | Ali Hussain              | Пакистан                              | Розстріл альпіністів на Нангапарбаті (2013) | [ 1 ]       |
| 22 червня 2013         | Anton Dobes              | Словенія                              | Розстріл альпіністів на Нангапарбаті (2013) | [ 1 ]       |
| 22 червня 2013         | Peter Sperka             | Словенія                              | Розстріл альпіністів на Нангапарбаті (2013) | [ 1 ]       |
| 6 лютого 2013          | Joel Wischnewski         | Франція                               | Лавина                                      | [ 2 ] [ 3 ] |
| 11 липня 2009          | Mi-Young Go              | Південна Корея                        | Падіння                                     | [ 4 ]       |
| 10 липня 2009          | Wolfgang Kölblinger      | Австрія                               |                                             | [ 4 ]       |
| 17 липня 2008          | Saman Nemati             | Іран                                  | Невідомо (зник)                             | [ 4 ]       |
| 15 липня 2008          | Karl Unterkircher        | Італія                                | Падіння в розщелину                         | [ 4 ]       |
| 28 липня 2006          | Naohiro Ozawa            | Японія                                |                                             | [ 4 ]       |
| 22 липня 2006          | José Antonio Delgado     | Венесуела                             |                                             | [ 4 ]       |
| 1 липня 2004           | Günter Jung              | Німеччина                             |                                             | [ 4 ]       |
| 26 липня 1998          | Hideki Ohmiya            | Японія                                |                                             | [ 4 ]       |
| 30 липня 1997          | Joan Colet               | Іспанія                               |                                             | [ 4 ]       |
| 20 червня 1996         | Răzvan Petcu             | Румунія                               | Лавина                                      | [ 4 ]       |
| 20 червня 1996         | Gabriel Stana            | Румунія                               | Лавина                                      | [ 4 ]       |
| 24 червня 1994         | Antonio Lopez            | Іспанія                               |                                             | [ 4 ]       |
| 7 липня 1993           | Chun-Moon Ahn            | Південна Корея                        |                                             | [ 4 ]       |
| 18 серпня 1990         | Osami Nakajima           | Японія                                |                                             | [ 4 ]       |
| 3 липня 1990           | Chang-Gi Park            | Південна Корея                        |                                             | [ 4 ]       |
| 18 липня 1989          | Tetsuya Baba             | Японія                                |                                             | [ 4 ]       |
| 23 червня 1989         | Kwang-Ho Kim             | Південна Корея                        |                                             | [ 4 ]       |
| 10 липня 1985          | Piotr Kalmus             | Польща                                |                                             | [ 4 ]       |
| 8 грудня 1984          | Hiromi Kameda            | Японія                                |                                             | [ 4 ]       |
| 7 липня 1984           | Fuji Tsunoda             | Японія                                |                                             | [ 4 ]       |
| 7 липня 1984           | Shigeoh Hida             | Японія                                |                                             | [ 4 ]       |
| 7 липня 1984           | Nobuyuki Imakyurei       | Японія                                |                                             | [ 4 ]       |
| 7 липня 1984           | Takashi Kogure           | Японія                                |                                             | [ 4 ]       |
| 12 липня 1983          | Nobuyoshi Yamada         | Японія                                |                                             | [ 4 ]       |
| 12 липня 1983          | Yuichiro Takamori        | Японія                                |                                             | [ 4 ]       |
| 12 липня 1983          | Satoshi Iida             | Японія                                |                                             | [ 4 ]       |
| 17 червня 1983         | Kasuoh Simura            | Японія                                |                                             | [ 4 ]       |
| 8 червня 1982          | Peter Hiltbrand          | Швейцарія                             | Висотна хвороба                             | [ 4 ]       |
| 7 червня 1982          | Ali Sheikh               | Пакистан                              |                                             | [ 4 ]       |
| 4 червня 1982          | Peter Forrer             | Швейцарія                             |                                             | [ 4 ]       |
| наприкінці квітня 1982 | Matloob Hassan Noori     | Пакистан                              | Падіння в розщелину                         | [ 5 ]       |
| 31 липня 1977          | Robert Broughton         | США                                   |                                             | [ 4 ]       |
| 31 липня 1977          | George Bogel             | США                                   |                                             | [ 4 ]       |
| 26 вересня 1976        | Sebastian (Wastl) Arnold | Австрія                               |                                             | [ 4 ]       |
| 8 липня 1971           | Näbi Mantas Hunza        | Пакистан                              |                                             | [ 4 ]       |
| 29 червня 1970         | Günther Messner          | Італія                                | Лавина                                      | [ 4 ] [ 6 ] |
| 23 червня 1962         | Siegfried (Sigi) Löw     | Німеччина                             |                                             | [ 4 ]       |
| 4 грудня 1950          | John W. Thornley         | Велика Британія                       | Невідомо (зник)                             | [ 5 ]       |
| 4 грудня 1950          | William H. Crace         | Велика Британія                       | Невідомо (зник)                             | [ 5 ]       |
| 14 / 15 червня 1937    | Karl Wien                | Нацистська Німеччина                  | Лавина                                      | [ 4 ]       |
| 14 / 15 червня 1937    | Martin Pfeffer           | Нацистська Німеччина                  | Лавина                                      | [ 4 ]       |
| 14 / 15 червня 1937    | Peter Müllritter         | Нацистська Німеччина                  | Лавина                                      | [ 4 ]       |
| 14 / 15 червня 1937    | Günther Hepp             | Нацистська Німеччина                  | Лавина                                      | [ 4 ]       |
| 14 / 15 червня 1937    | Hans Hartmann            | Нацистська Німеччина                  | Лавина                                      | [ 4 ]       |
| 14 / 15 червня 1937    | Adolf Göttner            | Нацистська Німеччина                  | Лавина                                      | [ 4 ]       |
| 14 / 15 червня 1937    | Pert Fankhauser          | Австрія                               | Лавина                                      | [ 4 ]       |
| 14 / 15 червня 1937    | Tigmay                   | Індія Британська імперія              | Лавина                                      | [ 4 ]       |
| 14 / 15 червня 1937    | Pasang Norbu             | Індія Британська імперія              | Лавина                                      | [ 4 ]       |
| 14 / 15 червня 1937    | Nima Tsering I           | Індія Британська імперія              | Лавина                                      | [ 4 ]       |
| 14 / 15 червня 1937    | Nima Tsering II          | Індія Британська імперія              | Лавина                                      | [ 4 ]       |
| 14 / 15 червня 1937    | Mingma Tsering           | Індія Британська імперія              | Лавина                                      | [ 4 ]       |
| 14 / 15 червня 1937    | Karmi                    | Індія Британська імперія              | Лавина                                      | [ 4 ]       |
| 14 / 15 червня 1937    | Gyalgen Monjo            | Індія Британська імперія              | Лавина                                      | [ 4 ]       |
| 14 / 15 червня 1937    | Chong Karma              | Індія Британська імперія              | Лавина                                      | [ 4 ]       |
| 14 / 15 червня 1937    | Ang Tshering II          | Індія Британська імперія              | Лавина                                      | [ 4 ]       |
| 9-17 липня 1934        | Willy Merkl              | Нацистська Німеччина                  |                                             | [ 4 ]       |
| 9-17 липня 1934        | Willo Welzenbach         | Нацистська Німеччина                  |                                             | [ 4 ]       |
| 9-17 липня 1934        | Ulrich Wieland           | Нацистська Німеччина                  |                                             | [ 4 ]       |
| 9-17 липня 1934        | Nima Nurbu               | Індія Британська імперія              |                                             | [ 4 ]       |
| 9-17 липня 1934        | Pinju Norbu              | Індія Британська імперія              |                                             | [ 4 ]       |
| 9-17 липня 1934        | Nima Tashi               | Індія Британська імперія              |                                             | [ 4 ]       |
| 9-17 липня 1934        | Dorje Nima               | Індія Британська імперія              |                                             | [ 4 ]       |
| 9-17 липня 1934        | Dakshi                   | Індія Британська імперія              |                                             | [ 4 ]       |
| 9-17 липня 1934        | Gyali                    | Індія Британська імперія              |                                             | [ 4 ]       |
| 8 червня 1934          | Alfred Drexel            | Нацистська Німеччина                  | Пневмонія                                   | [ 4 ] [ 5 ] |
| 24 серпня 1895         | Albert F. Mummery        | Велика Британія                       | Лавина                                      | [ 4 ]       |
| 24 серпня 1895         | Ragobir Thapa Ghurka     | Непал                                 | Лавина                                      | [ 4 ]       |
| 24 серпня 1895         | Goman Singh Ghurka       | Непал                                 | Лавина                                      | [ 4 ]       |

## Виноски
1. 1 2 3 4 5 6 7 8 9 10 11  Nanga Parbat Diamir BC Massacre | List of Victims. Процитовано 15 вересня 2013.
2. ↑  Winter Nanga Parbat: Body of Joel Wischnewski has been recovered. altitudepakistan.blogspot.fr. 8 листопада 2013.
3. ↑  Home - Steepboard - Nanga Parbat. Архів оригіналу за 11 серпня 2014. Процитовано 22 листопада 2014. [Архівовано 2014-08-11 у Wayback Machine.]
4. 1 2 3 4 5 6 7 8 9 10 11 12 13 14 15 16 17 18 19 20 21 22 23 24 25 26 27 28 29 30 31 32 33 34 35 36 37 38 39 40 41 42 43 44 45 46 47 48 49 50 51 52 53 54 55 56 57 58 59 60 61 62 63 64 65  Nanga Parbat. alpinismonline.com
5. 1 2 3 4  Fatalities – Nanga Parbat. Процитовано 10 вересня 2012.
6. ↑  Bates, Kelly (5 January 2004) Camp4: The controversy surrounding Reinhold Messner [Архівовано 2014-10-06 у Wayback Machine.]. camp4.com